# Rasa de Cirera
La Rasa de Cirera és un torrent afluent per l'esquerra del Riu Fred que fa tot el seu curs pel terme municipal d'Odèn. La seva xarxa hidrogràfica, que també transcorre íntegrament pel terme d'Odèn, està constituïda per 13 cursos fluvials la longitud total dels quals suma 6.913 m. De direcció global cap al sud, neix a poc més de 100 m. al nord de la carretera L-401 del Pont d'Espia a Coll de Jou a l'alçada del km 24. El seu curs s'escola per la vall que delimiten la Serra de Cirera (a l'oest) i la Serra de la Garriga (a l'est). Tant els darrers 788 m. del seu curs com els terrenys circumdants que estan per sota de la cota dels 800 msnm, formen part del PEIN Ribera Salada